# Saiva formosana
Saiva formosana är en insektsart som beskrevs av Kato 1929. Saiva formosana ingår i släktet Saiva och familjen lyktstritar. Inga underarter finns listade i Catalogue of Life.